# 치코무셀텍어
치코무셀텍어(Chicomuceltec, Chikomuselteko)는 마야어족에 속한 사어이다. 과거 멕시코 치아파스주의 치코무셀로, 마사파데마데로, 아마테낭고데라프론테라 마을과 과테말라의 인근 지역에서 쓰였다. 1970 ~ 1980년대에 사멸하여 지금은 치코무셀텍어를 할 줄 아는 사람이 없다. 오늘날 치코무셀텍인의 자손들은 멕시코에 약 1500명, 과테말라에 약 100명이 살고 있으며 스페인어를 사용한다.
예전에 치코무셀텍어는 ‘칵치켈 맘어’라고 불리기도 했지만, 칵치켈어나 맘어와는 먼 친척 관계이고 와스텍어와 훨씬 가깝다.

## 역사와 계통
치코무셀텍어는 19세기 후반 언어학자 카를 자퍼의 1888 ~ 1895년 메소아메리카 북부 여행 수기를 통해 언어학계에 처음 별개의 언어로서 보고되었다.
치코무셀텍어와 와스텍어의 관계는 1930년대 후반에 확립되었다(Kroeber 1939). 다른 마야어족 언어와 단어 목록을 비교한 결과 치코무셀텍어는 다른 어떤 어파보다도 와스텍어와 더 가까운 것으로 드러났다.

### 기록
파리 소재 프랑스 국립도서관에서 발견된 1775년의 두 장짜리 문서가 치코무셀텍어에 관한 가장 오래된 기록이다. 이 문서는 로마 가톨릭 교회식 고해의 형식을 하고 있으며 치코무셀텍어로 된 여덟 개의 문장을 포함하고 있다. 또한 당시에 치코무셀텍어가 코토케어(Cotoque)라 불렸다고 적혀 있다.

## 지리적 분포

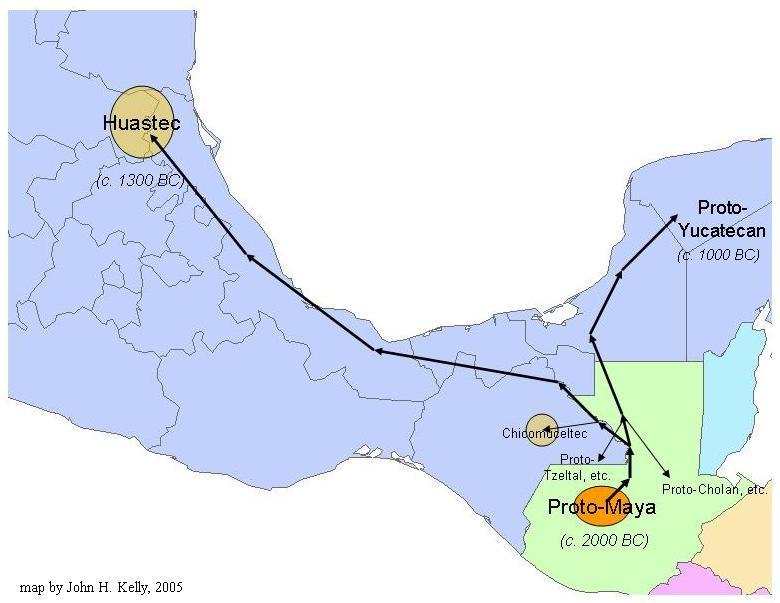
마야조어의 원향에서 와스텍어와 치코무셀텍어가 갈라져 나온 경로에 대한 한 가지 가설.

다른 마야어족 언어들이 테우안테펙 지협 동남쪽에 있는 것과 달리 와스텍어는 멕시코만 해안 북부에 외떨어져 있다. 이 때문에 앨프리드 크로버는 치코무셀텍족은 와스텍족이 북쪽으로 이주하는 과정에서 남겨진 집단이거나, 아니면 와스텍족 중 일부가 마야인의 원래 고향으로 돌아온 것이라고 추측했다.

## 사멸
20세기 초반에도 치코무셀텍어가 쇠퇴하고 있다는 것은 분명했다. 1926년에 프란츠 테르머가 치코무셀로 마을을 찾아갔을 때 주민 2,500명 중 치코무셀텍어를 할 줄 아는 사람은 세 명뿐이었고 모두 나이가 60이 넘었다. 이 사람들도 일상에서는 스페인어로만 말했다.

## 참고 문헌
Brown, Cecil H.; Søren Wichmann (2004). “Proto-Mayan Syllable Nuclei”. 《International Journal of American Linguistics》 (Chicago, IL: University of Chicago Press) 70 (2): 128–186. CiteSeerX 10.1.1.535.6756. doi:10.1086/424553. ISSN 0020-7071. OCLC 98981737.
Campbell, Lyle; Una Canger (1978). “Chicomuceltec's last throes”. 《International Journal of American Linguistics》 (Chicago, IL: University of Chicago Press, in cooperation with the Conference on American Indian Languages) 44 (3): 228–230. doi:10.1086/465548. ISSN 0020-7071. OCLC 1753556.
Dienhart, John M. (1997). “The Mayan Languages- A Comparative Vocabulary”. Odense University. 2006년 12월 8일에 원본 문서 (electronic version)에서 보존된 문서. 2006년 12월 15일에 확인함.
Fernández de Miranda, María Teresa (1968). 〈Inventory of Classificatory Materials〉.   Norman A. McQuown (Volume ed.). 《Handbook of Middle American Indians, Vol. 5: Linguistics》. R. Wauchope (General Editor). Austin: University of Texas Press. 63–78쪽. ISBN 0-292-73665-7. OCLC 277126.
Kaufman, Terrence (2001). “The history of the Nawa language group from the earliest times to the sixteenth century: some initial results” (PDF). Revised March 2001. Project for the Documentation of the Languages of Mesoamerica. 2020년 1월 19일에 원본 문서 (PDF)에서 보존된 문서. 2008년 4월 3일에 확인함.
Kroeber, Alfred L. (1939). “The historical position of Chicomuceltec in Mayan”. 《International Journal of American Linguistics》 (Baltimore, MD: Published at Waverly Press by Indiana University) 10 (4): 159–160. doi:10.1086/463837. ISSN 0020-7071. OCLC 1753556.
Miles, S. W. (1971). 〈Summary of Preconquest Ethnology of the Guatemala-Chiapas Highlands and Pacific Slopes〉.   Gordon R. Willey (Volume ed.). 《Handbook of Middle American Indians, Vol. 2: Archaeology of Southern Mesoamerica, Part I》. R. Wauchope (General Editor). Austin: University of Texas Press. 275–287쪽. ISBN 0-292-73260-0. OCLC 277126.
Sapper, Karl (1897). 《Das nördliche Mittel-Amerika nebst einem Ausflug nach dem Hochland von Anahuac》 (독일어). Braunschweig, Germany: Friedrich Vieweg und Sohn. OCLC 70337620.
Sapper, Karl (1912). 〈Über einige Sprachen von Südchiapas〉. 《Proceedings of the Seventeenth International Congress of Americanists (1910)》 (독일어). 295–320쪽.
Termer, Franz (1930). 〈Über die Mayasprache von Chicomucelo〉. 《Proceedings of the Twenty-third International Congress of Americanists (New York, 1928)》 (독일어). 926–936쪽.
Wichmann, Søren; Cecil H. Brown (2002). “Contácto Lingüístico dentro del área maya: los casos del ixhil, el qʼeqchiiʼ y del chikomuselteko” (PDF). 《Pueblos y fronteras》 (스페인어) (San Cristóbal de las Casas, Chiapas, Mex.: Universidad Nacional Autónoma de México, Instituto de Investigaciones Antropológicas, Programa de Investigaciones Multidisciplinarias sobre Mesoamérica y el Sureste) 4: 133–167. ISSN 1870-4115. OCLC 164600251. 2007년 9월 30일에 원본 문서 (PDF online reprint)에서 보존된 문서. 2007년 1월 9일에 확인함.
Zimmermann, Günther (1955). “Cotoque. Die Maya-Sprache von Chicomucelo”. 《Zeitschrift für Ethnologie》 (독일어) (Braunschweig, Germany: Deutschen Gesellschaft für Völkerkunde; Berliner Gesellschaft für Anthropologie, Ethnologie und Urgeschichte) 80: 59–87. ISSN 0044-2666. OCLC 1770462.